# Comitatul Adams, Iowa
Comitatul Adams, conform originalului din engleză, Adams County, este unul din cele 99 de comitate ale statului american Dakota de Nord. Sediul comitatului este localitatea Corning.

## Demografie
|  | Graficele sunt indisponibile din cauza unor probleme tehnice. Mai multe informații se găsesc la Phabricator și la wiki-ul MediaWiki. |

Date: Wikidata - grafică realizată de Wikipedia

## Districte civile (Townships)
| - Carl - Colony - Douglas - Grant | - Jasper - Lincoln - Mercer - Nodaway | - Prescott - Quincy - Union - Washington |